# سي لا في (ألبوم)
سي لا في (بالفرنسية: C'est la vie)‏ هو ألبوم إستوديو رقم 13 للمطرب الجزائري الشاب خالد ,صدر سنة 2012 .من إنتاج و توزيع المنتج المغربي ريدوان.
أغلب الأغاني باللغة العربية بالإضافة إلى البعض باللغتين الفرنسية و الإنجليزية.
و قد حصدت أغنية C'est la vie روجا كبيرا في جميع أنحاء العالم. و الألبوم من إنتاج مشترك بين شركة أي زي و ريدوان.

## قائمة الأغاني
- C'est la vie
- هي هي
- Encore une fois
- أنا عاشق
- ديما لاباس
- Elle est partie
- ليلى
- أندلسية
- الهراجة
- باب الجنة
- ويلي ويلي

## روابط خارجية
- سي لا في على موقع أول موفي (الإنجليزية)